# F-Spot
F-Spot – przeglądarka grafik zaprojektowana do zarządzania plikami graficznymi w środowisku GNOME.

## Opcje
Interfejs F-Spota zaprojektowano by był prosty w użyciu i funkcjonalny, jednak by jednocześnie dostarczał wszelkich zaawansowanych możliwości jak tagowanie zdjęć oraz wyświetlanie danych EXIF oraz XMP.
Wszystkie popularne formaty plików graficznych są wspierane, włączając w to takie formaty jak JPEG, PNG, TIFF, DNG, GIF, SVG, PPM, RAW (CR2, PEF, ORF, SRF, CRW, MRW i RAF).
Zdjęcia mogą być bezpośrednio zaimportowane z cyfrowego aparatu fotograficznego dzięki wykorzystaniu libgphoto2.
Przy edycji zdjęć pomocne mogą okazać się zaimplementowane w F-Spot takie funkcje jak wycinanie, obrót, zmiana rozmiaru, redukcja efektu czerwonych oczu czy wersjonowanie. Dostępne są również wiele funkcji edycji koloru wśród których takie jak edycja jasności, kontrastu i temperatury.
Płyty w formacie Photo CD mogą być stworzone poprzez zaznaczenie kilku fotografii i wybranie opcji eksportu na CD z głównego menu programu.
Obrazy ze zbiorów F-Spota mogą być wysyłana na różne internetowe galerie jak Flickr lub Google Picasa Web Album.

## Informacje techniczne
F-Spot jest napisany w języku C# z użyciem Mono.
Projekt F-Spot został początkowo tworzony przez Ettore Perazzoli, którego zastąpił Larry Ewing.